# Nico (album)
Nico è una compilation del gruppo rock statunitense Blind Melon, pubblicata nel 1996.

## Tracce
Tutte le tracce sono dei Blind Melon, tranne dove indicato.
1. The Pusher (Hoyt Axton; testo add. di Shannon Hoon) – 3:06
2. Hell – 2:02
3. Soup – 3:09
4. No Rain [Ripped Away Version] – 2:25
5. Soul One – 3:15
6. John Sinclair (John Lennon) – 3:36
7. All That I Need – 2:50
8. Glitch – 3:20
9. Life Ain't So Shitty – 1:50
10. Swallowed – 3:45
11. Pull – 3:28
12. St. Andrew's Hall – 3:36
13. Letters from a Porcupine – 1:54